# Sociedade para a Regeneração Chinesa

A bandeira do sol branco foi desenhada para a Sociedade para a Regeneração da China por Lu Haodong, e seria adoptada posteriormente pelo Partido Nacionalista Chinês ou Kuomintang.

A Sociedade para a Regeneração da China (chinês tradicional: 興中
會, chinês simplificado: 兴中会, pinyin: Xīngzhōnghuì) foi um agrupamento político chinês fundado a 24 de Novembro de 1894 pelo ideólogo republicano Sun Yat-sen, que advogava pela necessidade de derrocar a dinastia Qing ou manchu, e estabelecer na China uma república democrática.
Entregue ao seu ideal político republicano, Sun Yat-sen viajou em 1894 a Honolulu, Hawaii, onde procurou apoio para a sua causa na comunidade dos chineses ultramar estabelecida neste arquipélago do Pacífico, entre os quais Sun Yat-sen possuía contactos ao ter passado ali parte da sua infância. Após ter conseguido a adesão de dezenas de membros da comunidade chinesa, entre eles o seu próprio irmão Sun Mei, Sun Yat-sen fundou ali o novo agrupamento político com o objectivo de promover a revolução contra a dinastia Qing.
Os membros da Sociedade, ao ser admitidos, tinham que prestar um juramento de lealdade que consistia no lema político "Expulsemos os manchus, regeneremos a China, e estabeleçamos uma governação unida" (驅逐韃虜，恢復中華，建立合眾政府 / qūzhú dálǔ, huīfú Zhōnghuá, jiànlì hézhòng zhàngfǔ).
Após a fundação da sociedade em Honolulu, em Dezembro de 1894 Sun Yat-sen regressou a Hong Kong, onde havia estudado medicina. Ali estabeleceu a sede da Sociedade para a Regeneração de China. Em outubro desse mesmo ano, Sun Yat-sen, juntamente com os seus colaboradores Zheng Shiliang e Lu Haodong, tentou provocar uma revolução republicana na cidade de Guangzhou, que fracassou. As autoridades da cidade tiveram conhecimento dos planos de rebelião dos republicanos e procederam a prender aos implicados. Alguns, como Lu Haodong, foram executados. Sun Yat-sen conseguiu fugir para o exílio no Japão, desde onde seguiria arrecadando apoios para a sua causa republicana.
A Sociedade para a Regeneração de China fusionar-se-ia mais tarde com outros grupos republicanos para formar a Sociedade da Aliança, uma nova formação republicana fundada entre os chineses refugiados no Japão que seria o embrião do futuro Partido Nacionalista Chinês ou Kuomintang, fundado também por Sun Yat-sen.
A Sociedade para a Regeneração da China adoptou como emblema a bandeira do sol branco sobre o céu azul, desenhada em Hong Kong por Lu Haodong, colaborador de Sun Yat-sen, que morreu executado depois da sublevação frustrada de Guangzhou. Esta bandeira seria depois a bandeira da Sociedade da Aliança e do Kuomintang, e faz parte da bandeira da República da China, ainda utilizada em Taiwan.